# Movement Against Uranium Mining
Das Movement Against Uranium Mining (MAUM) (deutsch: Bewegung gegen den Uranabbau) war eine Bewegung in Australien, die Mitte der 1970er Jahre in Haymarket NSW und setzte sich gegen die Gefahren des Uranabbaus ein, die für die Menschen und Umwelt entstehen und organisierte politischen Widerstand dagegen. Die MAUM sah die Gefahr des radioaktiven Mülls, der im Betrieb von Atomkraftwerken entsteht und von der Weiterverbreitung nuklearer Massenvernichtungswaffen ausgeht und organisierte eine Kampagne dagegen. 
Bereits 1976 führte der Widerstand gegen den Uranabbau, der auch von den Gewerkschaften unterstützt wurde, zu einem eintägigen Streik der Eisenbahner gegen den Uranabbau in Mary Kathleen. Die Regierung der Liberal Party von Malcolm Fraser, die von 1977 bis 1983 in Australien an der Macht war, erlaubte den Betrieb von drei Uranbergwerken. Die Australian Labor Party war bis 1977 für den Uranabbau, danach war sie dagegen. Es fanden mehrere öffentliche Aktionen der MAUM gegen den Uranabbau statt, wie beispielsweise 1981 eine Demonstration in Victoria gegen die australische Atompolitik. Die Movement Against Uranium Mining unterstützte die ALP bei der Nationalwahl von 1983 und als diese die Wahl gewann, nahm die Anti-Atomkraft-Bewegung in Australien an, dass sie mit ihrem Anliegen politischen Erfolg gehabt hätte und löste ihre politische Plattform auf.